# Éller
Éller es una localidad española del municipio leridano de Bellver de Cerdaña, en la comunidad autónoma de Cataluña.

## Historia
A mediados del siglo XIX, la localidad, por entonces cabeza de un municipio independiente, contaba con una población de 92 habitantes. Aparece descrita en el séptimo volumen del Diccionario geográfico-estadístico-histórico de España y sus posesiones de Ultramar de Pascual Madoz de la siguiente manera: 

ELLAR: l. con ayunt. en la prov. de Lérida (26 leg,), part. jud. y dióc. de Urgel (6), aud. terr. y c. g. de Cataluña (Barcelona 22). sit. en la pendiente de la montaña del mismo nombre con esposicion al E.; cuyos vientos y los del N. son los que principalmente reinan, y el clima aunque muy frio, es saludable. Tiene 30 casas que forman una sola calle, y una fuente para surtido de sus habitantes; la igl. parr. de primer ascenso (Sta. Eulalia), está servida por un cura párroco y un beneficiado; y el cementerio se halla dentro del pueblo junto á la citada igl. Se estiende el térm. de N. á S. 4 leg. y 1 de E. á O.; confinando N. con el de Talltendre y Pirineo; E. Maránges; S. Cortás, y O con el mismo Talltendre y Orden. Se encuentran en él varias fuentes de buena calidad; atravesándole el r. llamado Valltoba, que nace en los Pirineos y divide el partido del de Puigcerdá por el lado E., y después de pasar por el term. de Cortás, limítrofe de éste, se reúne con el Segre. El terreno es montuoso, áspero y en general de mediana calida; hallándose en él el monte ó montaña llamada de Ellar á 1/2 leg. del l. con buenos pastos y un bosque poblado de pinos de 4 leg. de circunferencia, colindante con los montes Pirineos. Se hallan también en él algunos prados artificiales con buenas yerbas. caminos: dirigen á Puigcerdá , Talltendre y Bellver, todos en mal estado: la correspondencia la reciben de este último punto por espreso. prod.: trigo, legumbres, patatas y pastos, la mayor cosecha es la del trigo: se cria ganado lanar, vacuno y mular; y caza de liebres y perdices, habiendo también pesca de algunas truchas en el espresado r. Valltoba. pobl.: 10 vec., 92 alm. cap. imp.: 26,141 rs. contr.: el 14,28 por de de esta riqueza. presupuesto municipal: 80 reales que se cubren por reparto vecinal.
(Madoz, 1847, p. 471)

## Demografía
| Gráfica de evolución demográfica de Éllar entre 1842 y 1960 |
| |
| Población de derecho según los censos de población del INE Población de hecho según los censos de población del INEEntre el censo de 1857 y el anterior, crece el término del municipio porque incorpora a 255140 (Cortás) Entre el censo de 1970 y el anterior, este municipio desaparece porque se integra en el municipio 25051 (Bellver de Cerdaña) |

En 2021 la localidad, perteneciente al municipio de Bellver de Cerdaña, tenía censados 24 habitantes.